# Ludwig Keller (Archivar)

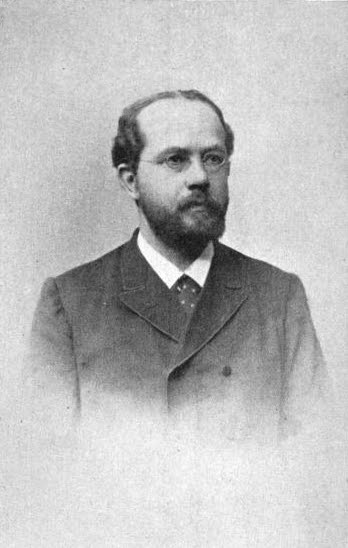
Ludwig Keller

Ludwig Keller (* 28. Mai 1849 in Fritzlar; † 9. März 1915 in Berlin) war ein deutscher Archivar und bedeutender Freimaurer-Historiker. 

## Beruflicher Werdegang
Nach Studien an den Universitäten Leipzig und Marburg wurde er 1872 in Marburg zum Dr. phil. promoviert. Während seines Studiums wurde er Mitglied der Marburger Burschenschaft Germania. Er trat nach missglückter Habilitation 1874 am Staatsarchiv Marburg in den Archivdienst ein und wechselte noch im selben Jahr nach Münster. Von 1881 bis 1895 war er Direktor des dortigen Königlichen Staatsarchivs. Er wechselte 1895 zum Geheimen Staatsarchiv nach Berlin, wo er 1900 mit dem Prädikat „Geheimer Archivrat“ belehnt wurde.

## Freimaurerischer Werdegang
Keller wurde 1897 in die Freimaurerloge Zur Einigkeit und Standhaftigkeit in Kassel aufgenommen. 1899 wechselte er zur Loge Urania zur Unsterblichkeit in Berlin. Er war Großredner der Großen Landesloge Royal York zur Freundschaft. Im Innersten Orient dieser Großloge war er Oberster Meister.

## Wissenschaftliches Wirken
Keller veröffentlichte zahlreiche Schriften über geheime Gesellschaften, Akademien, Sprachgesellschaften und zur Reformation; er war 1891 Gründer der Comenius-Gesellschaft. Gemeinsam mit Wilhelm Begemann gilt er als Begründer der wissenschaftlichen Freimaurer-Geschichtsschreibung (u. a. Die geistigen Grundlagen der Freimaurerei und das öffentliche Leben. Jena, Diederichs 1911).